# Centro de Política de Suelo y Valoraciones
El Centro de Política de Suelo y Valoraciones, CPSV (https://cpsv.upc.edu/es) es una unidad científica técnica creada en 1986 y promovida por investigadores del Departamento de Construcciones Arquitectónicas I (actual Departamento de Tecnología de la Arquitectura) de la Universidad Politécnica de Cataluña, siendo su fundador y director hasta agosto de 2022 el Dr. Josep Roca Cladera. Actualmente su director el Dr. Carlos Marmolejo Duarte.

## Historia
Creado por el Consell de Govern de la Universidad Politécnica de Cataluña en 1986, ha centrado su campo de investigación en las valoraciones inmobiliarias así como en la política de suelo y de vivienda.
Calificado oficialmente desde 1997 como Centre Específic de Recerca (CER) de la UPC, tiene su sede en la Escuela Técnica Superior de Arquitectura de Barcelona y cuenta con la participación de investigadores procedentes de diferentes líneas de investigación.
Integra un colectivo pluridisciplinar de personas, que desarrollan investigación y docencia en los campos de: actuación territorial y ambiental; gestión y administración del urbanismo; valoración urbana e inmobiliaria; usos del suelo y herramientas de gestión ambiental; dirección del planeamiento territorial y urbano; medio ambiente y calidad de vida urbana sostenible, etc.
Actúa como promotor de la investigación en el ámbito universitario y como dinamizador de la innovación y la investigación, estableciendo vínculos de contacto entre grupos de investigadores y profesionales de empresas y de la administración con el fin de lograr una mejora en los procesos, productos y servicios, ante los nuevos retos sociales. También impulsa la creación de nuevos conocimientos científicos y tecnológicos, relacionados con sus áreas de experiencia y su proyección y difusión hacia el mundo actual.
En la nueva etapa del CPSV como CER, éste amplia el ámbito de investigación y docencia especializada en el campo de: la política de suelo, la gestión y la administración del urbanismo, la valoración inmobiliaria y urbana, las técnicas de sistemas de información geográfica en el análisis espacial de las estructuras urbanas, la modelización virtual de la arquitectura de la ciudad y el análisis de la calidad de vida urbana en la perspectiva de un desarrollo sostenible adecuado a las necesidades de la sociedad actual. En esta tarea se han involucrado diferentes departamentos, grupos y líneas de investigación de la UPC.
Entre sus principales retos están:
1) Aportar nuevas bases de estudio en el manual de Valoraciones (1986). El estudio y debate sobre la regulación urbanística del suelo, herramientas de gestión y sistemas de valoración, ofreciendo un amplio abanico de estudios y propuestas de regulación.
2) Promover la formación de expertos especialistas en España en el ámbito de la administración del urbanismo y la valoración urbana (1988).
Realizar nuevos estudios teóricos y técnicos en su campo: bases de datos inmobiliarios (1990-1999), Modelos de distribución de la actividad económica en BCN, la AMB y otros (1991- 1999).
3) Proponer nuevas técnicas de análisis y evaluación de la realidad territorial y urbana sobre plataformas SIG (1993). La incorporación de las características urbanas a los modelos econométricos.